# Raymond Talleux
Raymond Talleux, född 2 mars 1901 i Boulogne-sur-Mer, död 21 mars 1982 i Saint-Martin-Boulogne, var en fransk roddare.
Talleux blev olympisk silvermedaljör i fyra med styrman vid sommarspelen 1924 i Paris.